# Little Colonsay
Little Colonsay es una isla deshabitada perteneciente al grupo de las Hébridas Interiores. La isla se encuentra localizada al oeste de la isla de Mull, en Escocia. La geología de la isla es fundamentalmente basáltica, aunque no de forma tan dramática como su vecina Staffa.
El dueño actual de la isla es Viscount Blakenham.
- Datos: Q2746317
- Multimedia: Little Colonsay / Q2746317